# Lasiophorus jocosus
Lasiophorus jocosus är en stekelart som först beskrevs av Gerstaecker 1858.  Lasiophorus jocosus ingår i släktet Lasiophorus och familjen bracksteklar. Inga underarter finns listade i Catalogue of Life.